# Mont-sur-Courville
Mont-sur-Courville és un municipi francès, situat al departament del Marne i a la regió del Gran Est. L'any 2007 tenia 128 habitants.

## Demografia

### Població
El 2007 la població de fet de Mont-sur-Courville era de 128 persones. Hi havia 44 famílies, de les quals 8 eren unipersonals (4 homes vivint sols i 4 dones vivint soles), 12 parelles sense fills i 24 parelles amb fills.
La població ha evolucionat segons el següent gràfic:
Habitants censats

### Habitatges
El 2007 hi havia 55 habitatges, 44 eren l'habitatge principal de la família, 7 eren segones residències i 4 estaven desocupats. Tots els 55 habitatges eren cases. Dels 44 habitatges principals, 34 estaven ocupats pels seus propietaris i 10 estaven llogats i ocupats pels llogaters; 4 tenien dues cambres, 4 en tenien tres, 14 en tenien quatre i 22 en tenien cinc o més. 38 habitatges disposaven pel capbaix d'una plaça de pàrquing. A 17 habitatges hi havia un automòbil i a 23 n'hi havia dos o més.

### Piràmide de població
La piràmide de població per edats i sexe el 2009 era:
| Homes | Edats   | Dones |
| ----- | ------- | ----- |
| 0     | 95 o +  | 0     |
| 0     | 90 a 94 | 0     |
| 0     | 85 a 89 | 0     |
| 0     | 80 a 84 | 1     |
| 1     | 75 a 79 | 0     |
| 1     | 70 a 74 | 0     |
| 2     | 65 a 69 | 0     |
| 2     | 60 a 64 | 4     |
| 3     | 55 a 59 | 1     |
| 3     | 50 a 54 | 2     |
| 4     | 45 a 49 | 6     |
| 4     | 40 a 44 | 3     |
| 3     | 35 a 39 | 5     |
| 11    | 30 a 34 | 3     |
| 4     | 25 a 29 | 5     |
| 3     | 20 a 24 | 2     |
| 2     | 15 a 19 | 2     |
| 5     | 10 a 14 | 4     |
| 3     | 5 a 9   | 2     |
| 3     | 0 a 4   | 5     |

## Economia
El 2007 la població en edat de treballar era de 84 persones, 64 eren actives i 20 eren inactives. De les 64 persones actives 58 estaven ocupades (31 homes i 27 dones) i 6 estaven aturades (3 homes i 3 dones). De les 20 persones inactives 3 estaven jubilades, 9 estaven estudiant i 8 estaven classificades com a «altres inactius».
Activitats econòmiques
Dels 2 establiments que hi havia el 2007, 1 era d'una empresa de construcció i 1 d'una empresa de serveis.
L'únic servei als particulars que hi havia el 2009 era un electricista.
L'any 2000 a Mont-sur-Courville hi havia 3 explotacions agrícoles que ocupaven un total de 579 hectàrees.

## Poblacions més properes
El següent diagrama mostra les poblacions més properes.